# پتاسیم یدات
پتاسیم یدات (به انگلیسی: Potassium iodate) با فرمول شیمیایی KIO۳ یک ترکیب شیمیایی است؛ که جرم مولی آن ۲۱۴٫۰۰۱ g/mol می‌باشد. شکل ظاهری این ترکیب، پودر بلورین سفید است.
یدات پتاسیم (KIO3) ترکیبی شیمیایی است. این ترکیب از نوع یونی بوده و از یون‌های K+ و یون‌های IO3− در یک نسبت ۱:۱ شکل گرفته‌است.

## خصوصیات شیمیایی یدات پتاسیم
پتاسیم یدات یک عامل اکسیدکننده به‌شمار می‌رود و بنابراین قادر به این است که اگر با مواد قابل احتراق یا عوامل کاهنده تماس داشته باشد، سبب شکل‌گیری آتش‌سوزی شود. این ترکیب یونی را می‌شود توسط ایجاد واکنش بین یک باز حاوی پتاسیم همانند هیدروکسید پتاسیم با یودیک اسید مهیا کرد.

## جنبه‌های کاربردی یدات پتاسیم
پتاسیم یدات معمولاً برای ید زایی نمک خانگی به منظور ممانعت از کمبود ید در بدن به کار گرفته می‌شود. به این خاطر که یدید می‌تواند به یداین به وسیلهٔ اکسیژن مولکولی تحت شرایط مرطوب اکسیده شود، کمپانی‌های آمریکایی تیو سولفات یا سایر آنتی‌اکسیدان‌ها را به یدات پتاسیم می‌افزایند. در دیگر کشورها، یدات پتاسیم به منظور منبعی برای ید خوراکی به کار گرفته می‌شود. این ترکیب هم چنین در برخی از شیر خشک‌ها استفاده می‌شود. همانند با برومات پتاسیم، از یدات پتاسیم معمولاً به عنوان یک عامل به عمل‌آور در نانوایی استفاده می‌کنند.

### محافظت از رادیواکتیو
پتاسیم یدات ممکن است برای محافظت در برابر تجمع ید رادیواکتیو در تیروئید به وسیلهٔ اشباع کردن بدن با منبع پایداری از ید پیش از در معرض‌گذاری با رادیواکتیو، استفاده شود. یدات پتاسیم که به وسیلهٔ سازمان سلامت جهانی در رابطه با حفاظت در برابر رادیواکتیو مورد تأیید قرار گرفته‌است، جایگزینی برای یدید پتاسیم (KI) با چرخهٔ عمر ضعیف در شرایط آب و هوایی مرطوب و گرم محسوب می‌شود. کشورهای حوزهٔ بریتانیا، سنگاپور، امارات متحدهٔ عربی و ایالت‌های آیداهو و یوتای آمریکا به واسطهٔ انبار کردن این ترکیب یونی به شکل قرص شهرت دارند. دولت ایرلند نیز پس از حملات ۱۱ ستامپر، شروع به ارسال قرص‌های پتاسیم یدات به تمامی خانواده‌های این کشور کرد. این ترکیب مورد تأیید سازمان دارو و غذای آمریکا (FDA) به منظور استفاده به عنوان یک مسدودکنندهٔ تیروئید قرار نگرفته‌است و FDA نسبت به وب سایت‌های آمریکایی تبلیغ‌کنندهٔ این جنبهٔ کاربردی یدات پتاسیم، واکنش نشان می‌دهد.